# Damian Surma
Damian Surma (Lincoln Park, 22 gennaio 1981) è un ex hockeista su ghiaccio statunitense naturalizzato italiano, di ruolo attaccante.

## Carriera
Surma iniziò la sua carriera nel 1998 con i Plymouth Whalers nella Ontario Hockey League, per poi essere scelto al draft dai Carolina Hurricanes; con la franchigia della NHL mise a segno una rete e un assist nei due incontri giocati, trascorrendo la maggior parte del tempo in American Hockey League con i Lowell Lock Monsters e in ECHL con i Florida Everblades.
Dopo aver vinto con i Kalamazoo Wings la United Hockey League in vista della stagione 2006-07 si trasferì in Italia con la maglia dell'Asiago Hockey, giocando 66 partite in due stagioni. Venne poi ceduto a titolo di prestito nella stagione 2008-09 all'Hockey Club Valpellice, formazione militante in serie A2, a causa di problemi di forma fisica.
Sempre nello stesso anno lasciò però anche Torre Pellice e fece ritorno in Nordamerica, per giocare coi Stockton Thunder in ECHL. Nelle stagioni successive militò in squadre della Central Hockey League.

## Palmarès

### Club
- United Hockey League

Kalamazoo: 2005-2006